# Armando Perotti
Armando Perotti (né le 1er février 1865 à Bari et mort le 24 juin 1924 à Cassano delle Murge) est un écrivain et poète italien.

## Opere
- Bari dei nostri nonni , Adriatica Editrice, Bari, 478 pages
- Vita Pugliese, Bari, Tip. Ed. Alighieri, 1904 (n. ed., Perotti, 1973).
- Puglia e Venezia tra mito e storia, Bari-Santo Spirito, Edizioni del Centro Librario, 1973.
- Storia e Storielle di Puglia.
- Il libro dei canti, Trani, Vecchi, 1889 (puis Perotti 1926).
- Nuove storie e storielle di Puglia, a cura di Luigi Sada et Mauro Spagnoletti, Milan, Jaca Book, 1990.